# Штрела
Штрела (нем. Strehla) — город в Германии, в земле Саксония. Подчинён земельной дирекции Дрезден. Входит в состав района Риза-Гросенхайн. Население составляет 3966 человек (на 31 декабря 2010 года). Занимает площадь 30,07 км². Официальный код — 14 2 85 330.
Город подразделяется на 7 городских районов.